# Melanconis modonia
Melanconis modonia är en svampart som beskrevs av Tul. & C. Tul. 1863. Melanconis modonia ingår i släktet Melanconis och familjen Melanconidaceae.   Inga underarter finns listade i Catalogue of Life.